# João II de Liechtenstein
João II de Liechtenstein (nascido Johan Maria Franz Placidus, Lednice, 5 de outubro de 1840 — Valtice, 11 de fevereiro de 1929), chamado "O Bom" foi o príncipe soberano de Liechtenstein de 1858 até à sua morte. 
Seu reinado de setenta anos e três meses foi o terceiro mais longo da Europa, e quarto mais longo da História mundial (de forma comprovada), aparecendo atrás apenas da rainha Isabel II (do Reino Unido), do rei Bhumibol Adulyadej (da Tailândia) e do rei Luís XIV (da França). Em seu reinado também nunca houve um regente. [carece de fontes?]

## Biografia
João II era o filho mais velho do príncipe Aloísio II de Liechtenstein e de sua esposa, a condessa Franziska Kinsky de Wchinitz e Tettau. Ele ascendeu ao trono logo após completar dezoito anos de idade.
Em 1862 e, novamente, em 1921, João II modificou a constituição garantindo consideráveis direitos políticos a plebeus liechtensteinenses, que organizaram uma monarquia constitucional. João II cortou relações com o tradicional aliado de Liechtenstein, a Áustria-Hungria, para aproximar-se da Suíça, particularmente depois da Primeira Guerra Mundial. 
Em 1924, o franco suíço tornou-se a moeda do principado.
Embora fosse considerado um proeminente e generoso patrono das artes, das ciências e da cultura, João II era considerado anti-social, não tendo participado de eventos sociais. Ele jamais se casou ou teve filhos.
Após a sua morte, em 1929, foi sucedido como príncipe soberano por seu irmão, Franz I.